# Бременская художественная галерея
Бременская художественная галерея, Бременский кунстхалле (нем. Kunsthalle Bremen) — один из самых значимых художественных музеев Германии, основанный в 1823 году, имеющий высокую репутацию среди других картинных галерей Германии, что обеспечивается частой сменой экспозиций и большим фондом картин, рисунков и гравюр.  
Картинная галерея находится недалеко от так называемого «старого города» на «Бременской художественной мили» (нем. Kulturmeile). Она размещается в старом здании, находящемся на Бременских валах и являющимся частью фортификационных сооружений. Здание галереи как памятник архитектуры охраняется законом с 1977 года.
Владельцем музея является сообщество «Бременская художественная община» (нем. Der Kunstverein in Bremen) — это означает, что Бременская картинная галерея является единственным художественным музеем в Германии с коллекцией искусства с XIV по XXI век, находящимся в частной собственности. При этом, музей получает как частные пожертвования, так и поддержку со стороны федерального правительства.
Директором музея с 2011 года является Кристоф Груненберг (Christoph Grunenberg).

## История «Бременской художественной общины»
Группа из 34 человек во главе с сенатором Джероними Клюгкист (Hieronymus Klugkist) основали в 1834 году Художественную общину в Бремене «для распространения ощущения красоты и формы, и где можно было бы побыть наедине с искусством». Сразу после создания был подписан первый договор о покупке картин и фресок у одного из бременских коллекционеров для их защиты и сохранения.
С начала основания количество членов общины было ограничено 50 членами. Но в 1843 году ограничение было снято, и за 3 года количество членов выросло до 575. В 2018 году ее членами являлись примерно 9000 человек.
Первые 20 лет деятельности сообщества состояли из открытия выставок, выручки от продажи картин, коммерческой деятельности и покупки новых произведений искусства. Начиная с 1843 года, организовывались выставки вместе с другими художественными общинами из таких городов, как Ганновер, Любек, Графсвальд и Росток. Стратегия общины состояла в тесном контакте с художественными общинами так называемого «дружеского круга», а точнее с музеями искусства Ганновера, Гамбурга, Штутгарта и других крупных городов.
«Бременская художественная община» и по сей день является единственным собственником художественной галереи в Бремене. Под руководством Георга Абегга (Georg Abegg) здание галереи было восстановлено внутри и снаружи (открыто в 1998 году), а архитектурной фирмой Hufnagel Pütz Rafaelian из Берлина расширено с обеих сторон (строительство пристроек происходило в 2008—2011 годы). После 20 лет волонтёрского руководства общиной Г. Абегг передал правление Бернду Шмилау (Bernd Schmielau) в 2014 году . С 2020 года впервые председателем общины стала женщина - Николь Ламотт (Nicole Lamotte).

## Строительство галереи
Имея сильных покровителей и меценатов, в 1847 году закладывается первый камень, отмечающий начало строительства галереи. А уже 1  мая 1849 Людер Рутенберг (Lüder Rutenberg) торжественно открыл здание новой галереи, находившейся неподалеку от восточных ворот в город Бремен. При строительстве здания на её фасаде были установлены четыре каменных фигуры Рафаэля, Микеланджело, Дюрера и Рубенса, которые изготовил немецкий скульптор Адольф Штайнхойзер.
В то время это была первая в Германии картинная галерея, строительство которой было осуществлено за счет частных средств, и которая была открыта для жителей города. Но в то время все коллекции, находившиеся в галерее, были в частной собственности, а земля, на которой располагалась здание, была в собственности города.

## Расширение галереи
В 1898 году в связи со срочной потребностью в расширении галереи среди архитекторов города был проведен конкурс. По его результатам доверенным лицом были избраны два архитектора, которые должны были вместе воплотить план расширения галереи. Альберт Дункель (Albert Dunkel) был выбран для реставрации и расширения в середине. Для работы извне был избран Эдуард Гильдемайстер (Eduard Gildemeister); фасад украсили известные немецкие архитекторы: Георг Роймер (Georg Roemer) и Георг Врба (Georg Wrba. Фундамент был заложен в конце 1899 года, а уже в 1902 году состоялось торжественное открытие нового здания галереи. В 1904 году был полностью закончен фасад здания.
Все работы проводились как извне, так и внутри: они были полностью профинансированы из частных фондов. Наибольшая сумма была получена от древнейшего члена общины: купец Карл Шутте (Karl Schütte) пожертвовал около 400 000 талеров, так же как и Йосеф Йоханес Арнолтд Хахец (Joseph Johannes Arnold Hachez) вместе с Германом Мельхерс Германомом (Hermann Melchers), которые пожертвовали каждый по 100 000 талеров. 
Позднее в здании неоднократно шли работы по его реконструкции. Последние изменения были внесены в период с 2009 по 2011 годы. После сноса пристройки 1982 г. к старому главному зданию по проекту архитекторов Хуфнагеля, Пютца и Рафаэляна были пристроены два современных кубических крыла здания общей площадью 5560 м². Также был модернизирован главный корпус общей площадью 7410 м². Художественная галерея вновь открылась 20 августа 2011 г., а первая выставка после завершения ремонтных работ открылась 15 октября 2011 года. 

## Экспонаты
Основу коллекции Бременской художественной галереи составляют шедевры европейской скульптуры и живописи от Средневековья до современности. Музей владеет одной из крупнейших коллекций графики в Европе с более чем 220 000 экспонатами — Kupferstichkabinett. В коллекции собраны эскизы, миниатюры, акварели, ручные рисунки, искусно иллюстрированные книги.
В музее хранится одна из самых значительных в мире коллекций ранней компьютерной графики 1960–1970-х годов (основные работы — Курд Альслебен, Отто Бекман, Фридер Накэ и др.). И коллекция продолжает пополняться шедеврами медиаискусства.
Музей занимается оцифровкой всей своей коллекции.
Музей активно привлекает посетителей и вовлекает их в творческий процесс. Так, в 2020 году в нем открылась выставка фотографий воссозданных на карантине картин.